# اوتوتو پونتا
اوتوتو پونتا (به اسپانیایی: Ututu Punta) یک کوه در پرو است که در Peru, Ancash Region واقع شده‌است. اوتوتو پونتا ۴٬۲۰۰ متر بالاتر از سطح دریا واقع شده‌است.